# Paralimnophila styligera
Paralimnophila styligera är en tvåvingeart som först beskrevs av Alexander 1930.  Paralimnophila styligera ingår i släktet Paralimnophila och familjen småharkrankar. Inga underarter finns listade i Catalogue of Life.